# Santa Cruz de Pinares
Santa Cruz de Pinares – gmina w Hiszpanii, w prowincji Ávila, w Kastylii i León, o powierzchni 41,37 km². W 2011 roku gmina liczyła 161 mieszkańców.